# Yunque

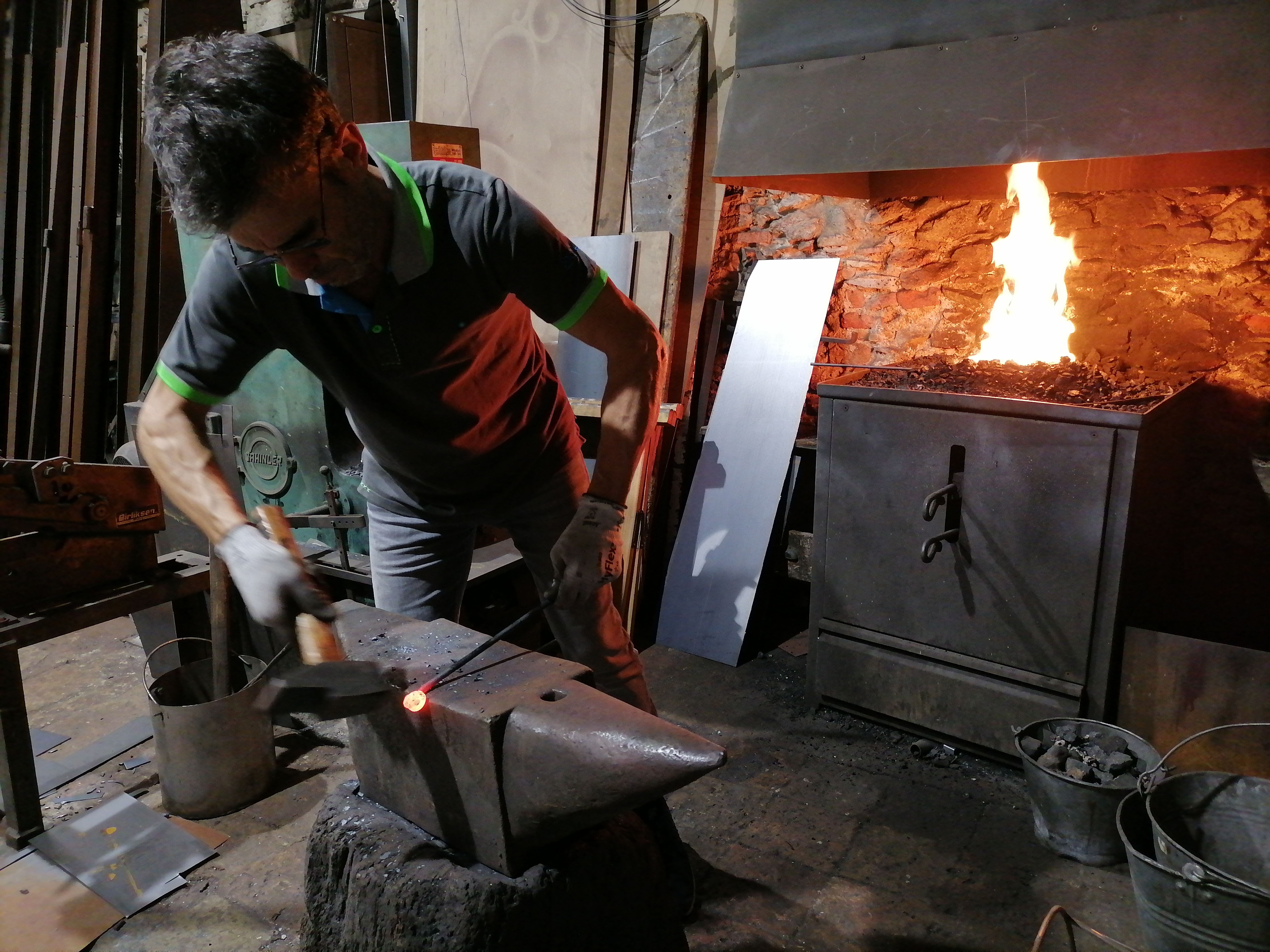
Yunque y fragua. Forja artística. Taller de Sergi Cadenas, en Gerona.

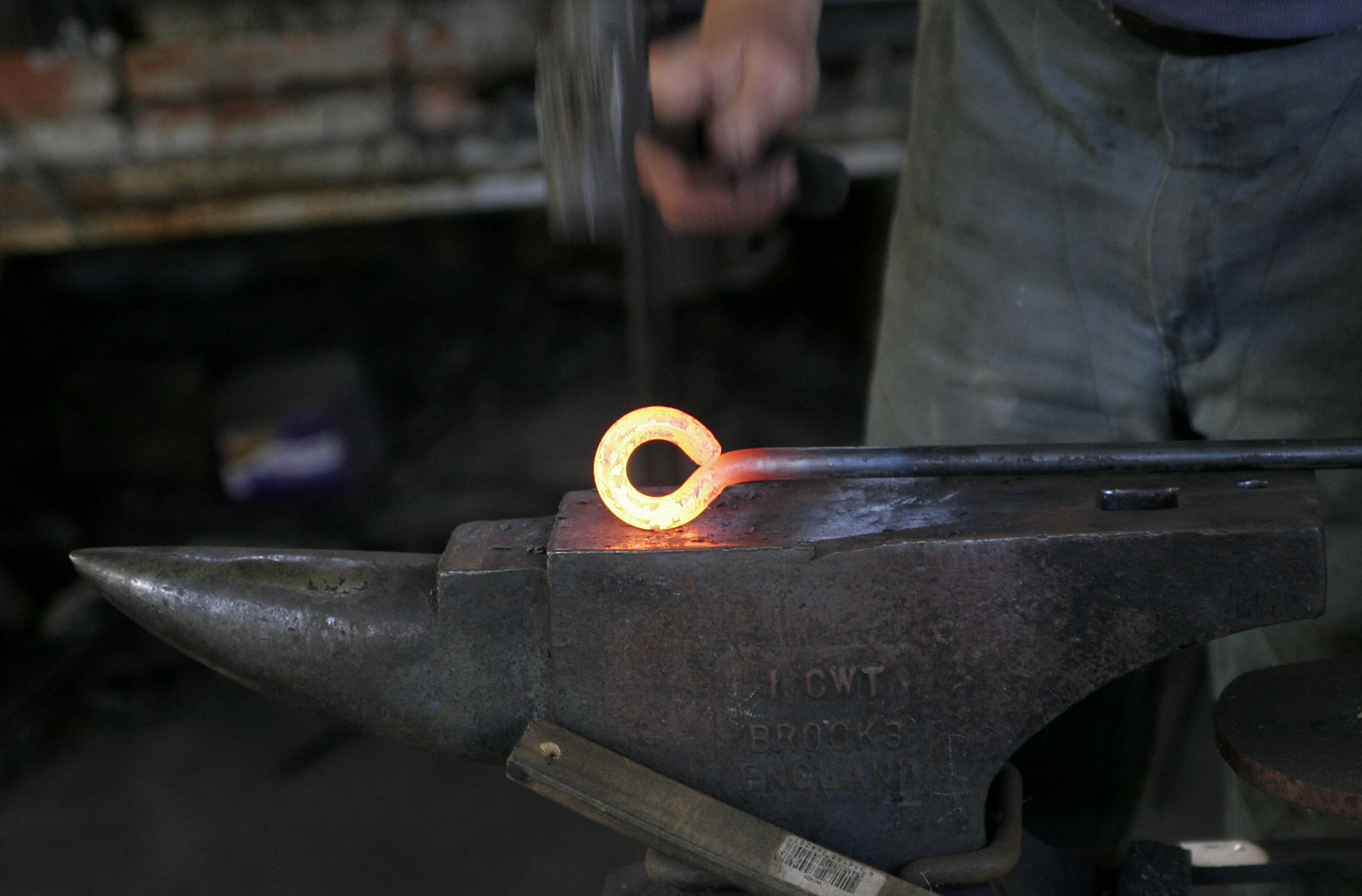
Un herrero trabajando una pieza de metal al rojo vivo sobre un yunque.

Un yunque (del latín incus) es una herramienta de herrería. Está hecha de un bloque macizo de piedra o metal que se usa como soporte para forjar metales como hierro o acero. Normalmente, el peso de un yunque de herrero oscila entre los 50 y 200 kg, habiendo yunques de menos peso, en especial los de joyería, orfebrería y los destinados a afilar guadañas.
Los yunques son tan masivos como prácticos, porque cuanto mayor es su inercia, más eficientemente hacen que la energía de las herramientas de golpe se transfiera a la pieza de trabajo. En la mayoría de los casos, el yunque se utiliza como herramienta de forja. Antes del advenimiento de la tecnología moderna de soldadura, era la herramienta principal de los trabajadores metalúrgicos.
La gran mayoría de los yunques modernos están hechos de acero fundido que ha sido tratado térmicamente por llama o inducción eléctrica. Se han fabricado yunques económicos de hierro fundido y acero de baja calidad, pero se consideran inadecuados para un uso serio ya que se deforman y carecen de rebote cuando se golpean.

## Mitología
En las mitologías griega y romana se ha imaginado a Hefesto o Vulcano golpeando sobre un yunque vital.

## Estructura

Un yunque de un solo cuerno.

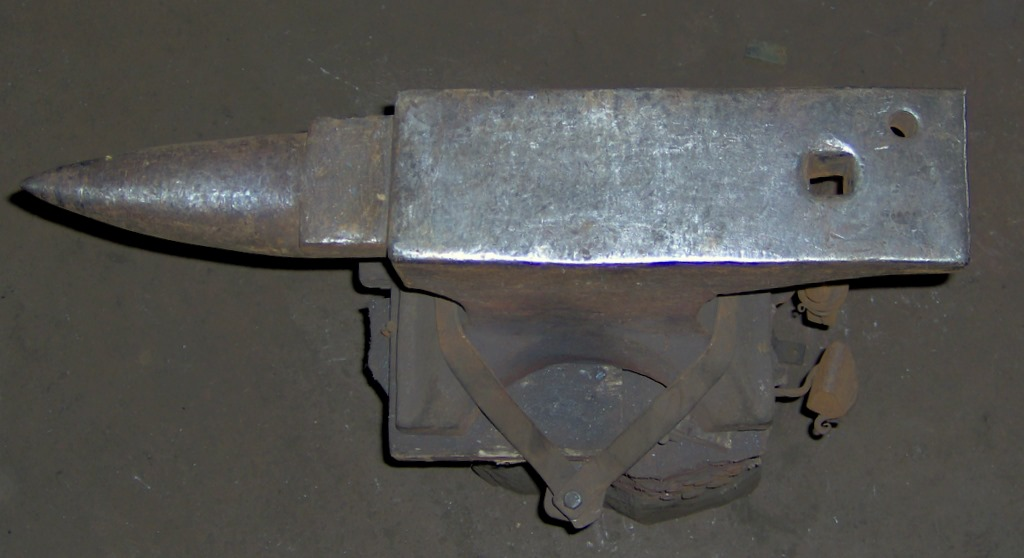
Una vista superior de un yunque de patrón londinense.

La superficie de trabajo principal del yunque se conoce como cara. Generalmente está hecho de acero endurecido y debe ser plano y liso con bordes redondeados para la mayoría de los trabajos. Cualquier marca en la cara se transferirá a la obra. Además, los bordes afilados tienden a cortar el metal que se está trabajando y pueden causar la formación de grietas en la pieza de trabajo. La cara está endurecida y templada para resistir los golpes del martillo del herrero, por lo que la cara del yunque no se deforma con el uso repetido. Una cara de yunque dura también reduce la cantidad de fuerza perdida en cada golpe de martillo. Los martillos, herramientas y piezas de trabajo de acero endurecido nunca deben golpear directamente la cara del yunque con toda su fuerza, ya que pueden dañarla; esto puede resultar en astillas o deformaciones de la cara del yunque.
El cuerno del yunque es una proyección cónica que se utiliza para formar varias formas redondas y generalmente es de acero o hierro sin templar. El cuerno se utiliza principalmente en operaciones de doblado. Algunos herreros también lo utilizan como ayuda para "reducir" el material (haciéndolo más largo y delgado). Algunos yunques, principalmente europeos, se fabrican con dos cuernos, uno cuadrado y otro redondo. Este tipo de yunque, con dos puntas opuestas, es llamado bigornia (del latín bicornia, 'de dos cuernos'). Además, algunos yunques están hechos con bocinas laterales o clips para trabajos especializados.
El escalón es el área del yunque entre el "cuerno" y la "cara". Es suave y se usa para cortar; su propósito es evitar dañar la cara de acero del yunque al realizar tales operaciones allí y para no dañar el borde cortante del cincel, aunque muchos herreros evitan esta práctica ya que dañará el yunque con el tiempo.
También ha habido otras adiciones al yunque como un bloque de vuelco; se utiliza para recalcar acero, generalmente en tiras / barras largas, ya que se coloca entre los pies del yunque. El trastornado es una técnica que los herreros utilizan a menudo para hacer que la pieza de acero sea corta y gruesa, que probablemente haya sido originalmente larga y delgada.
El agujero resistente es un agujero cuadrado en el que se colocan herramientas especializadas de formación y corte, llamadas herramientas resistentes. También se utiliza en operaciones de punzonado y doblado.
El agujero pritchel es un pequeño agujero redondo que está presente en la mayoría de los yunques modernos. Algunos yunques tienen más de uno. Se usa principalmente para perforar. A veces, los herreros colocarán una segunda herramienta en este orificio para permitir que el herrero tenga más flexibilidad cuando utilice más de una herramienta de yunque.

## Ubicación
Un yunque debe colocarse sobre una base sólida hecha de un material resistente al impacto y al fuego. Requiere que se sujete firmemente a la base, por lo que no se moverá cuando se golpee con un martillo. Un yunque suelto es extremadamente inseguro, ya que puede caerse de la base y es una herramienta de forja ineficaz. Los métodos comunes para sujetar un yunque son púas, cadenas, correas de acero o hierro, clips, pernos donde haya agujeros y cables. Un herrero usaría lo que tuviera a mano, siempre que mantuviera el yunque firmemente en su lugar. El yunque se coloca tan cerca de la fragua como sea conveniente, generalmente a no más de un paso de la fragua para evitar la pérdida de calor en la pieza de trabajo.
La base más común tradicionalmente era un tronco de madera dura o madera grande enterrada varios pies en el piso del taller de forja. Esto se hizo para inmovilizar el yunque cuando se realizaban trabajos de forjado y doblado pesados sobre el yunque. En la era industrial, las bases de hierro fundido estuvieron disponibles. Tenían la ventaja de agregar peso adicional al yunque, haciéndolo más estable y moviendo el yunque. Estas bases son muy buscadas por los coleccionistas de hoy. Cuando el hormigón estuvo ampliamente disponible, algunos herreros tendieron a fabricar bases de yunque reforzadas con acero, aunque esta práctica se ha abandonado en gran medida. En tiempos más modernos, se han colocado muchos yunques sobre bases fabricadas de acero, a menudo una sección corta y gruesa de una viga en I grande. Además, las bases se han hecho de madera dimensional atornillada para formar un bloque grande o tambores de acero llenos de arena saturada de aceite para proporcionar un efecto de amortiguación. En los últimos tiempos, las bases de trípode de acero fabricado se han vuelto populares entre algunos herreros.

## Tipos

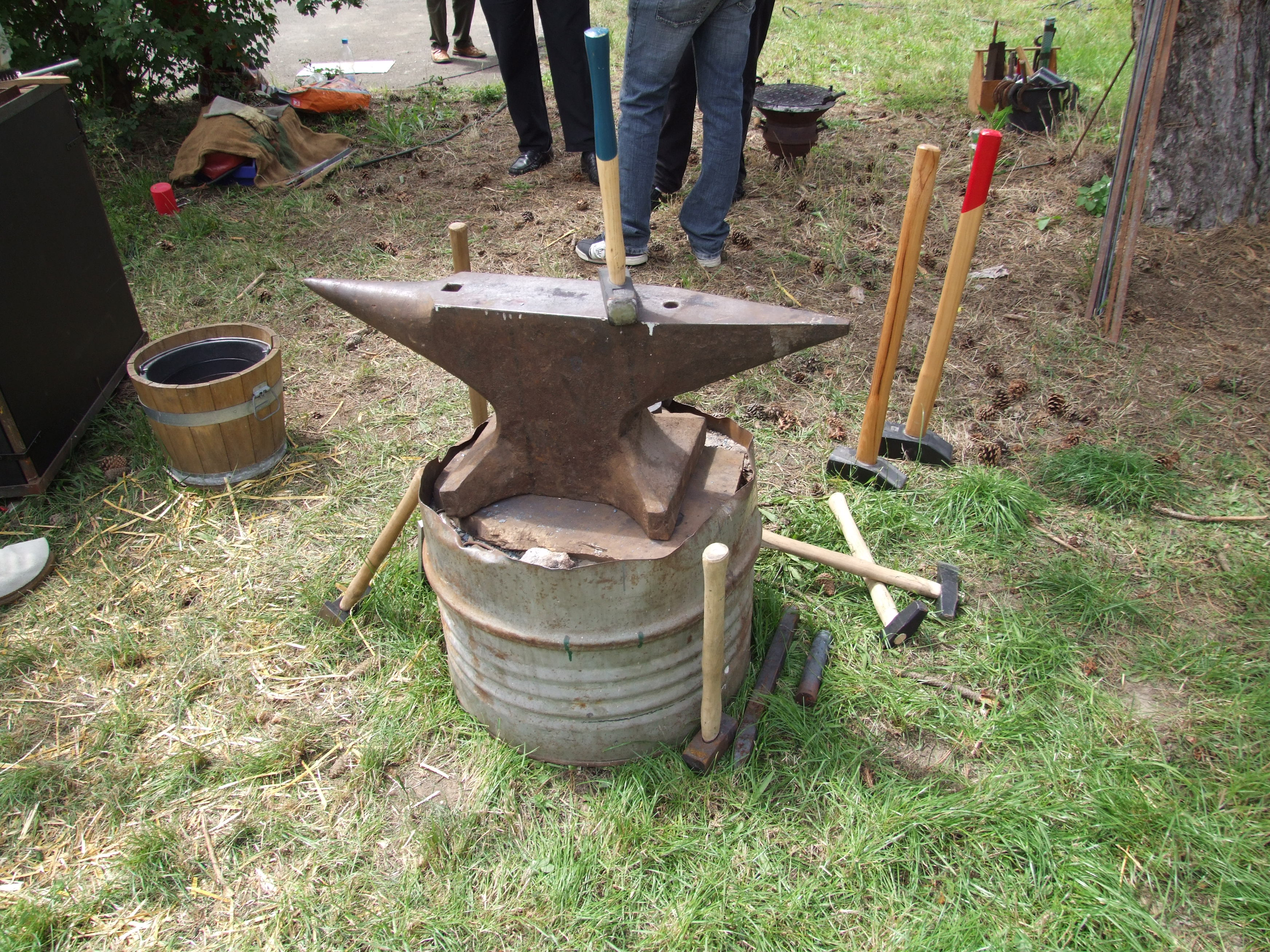
Yunque de un herrador

Hay muchos diseños de yunques, que a menudo se adaptan a un propósito específico o para satisfacer las necesidades de un herrero en particular. Por ejemplo, había yunques hechos específicamente para herradores, herreros en general, cuchilleros, fabricantes de cadenas, armeros, afinadores de sierras, carroceros, toneleros y muchos otros tipos de trabajadores del metal. La mayoría de estos tipos de yunques se ven similares, pero algunos son radicalmente diferentes. Los yunques para sierras, por ejemplo, son generalmente un gran bloque rectangular de acero que tiene una superficie más dura que la mayoría de los otros yunques debido al martilleo sobre un acero más duro para las sierras. Los yunques de herrero tienden a ser rectangulares con un agujero resisente y otro de pritchel, pero sin cuerno. Dichos diseños se han originado en diversas ubicaciones geográficas. Varios estilos de yunques incluyen, bávaro, yunque de cerdo francés, yunque de tortuga austriaco y chino.
El estilo bávaro es conocido por la frente inclinada. La frente se usó por primera vez en la época medieval para hacer armaduras en las ventanas de la iglesia debajo de la frente. Los fabricantes comunes incluyen Söding Halbach y Holthaus. Se sabe que este estilo de yunque no se balancea en la cara debido a la masa adicional en la frente.

El yunque del herrero común está hecho de acero forjado o fundido, hierro forjado con una cara de acero duro o hierro fundido con una cara de acero duro. Los yunques de hierro fundido no se utilizan para forjar, ya que son incapaces de resistir el impacto y se agrietarán y abollarán. Además, los yunques de hierro fundido sin una cara de acero duro no tienen el rebote que un yunque más duro cansaría al herrero. Históricamente, algunos yunques se fabricaban con una cara de trabajo superior lisa de acero endurecido soldado a un cuerpo de hierro fundido o forjado, aunque este método de fabricación ya no se utiliza. En un extremo, el yunque de herrero común tiene un saliente cónico ("pico", "cuerno") que se usa para martillar piezas de trabajo curvas. El otro extremo generalmente se llama talón. En ocasiones, el otro extremo también está provisto de un canto, en parte de sección rectangular. La mayoría de los yunques fabricados desde finales del siglo XVIII también tienen un agujero resistente y un agujero pritchel donde varias herramientas, como el cortador de yunque o el cincel caliente, se pueden insertar y sujetar por el yunque. Algunos yunques tienen varios agujeros resistentes y pritchel, para acomodar una variedad más amplia de herramientas resistentes y pritchel. Un yunque también puede tener una "almohadilla" más suave para trabajar con cincel.

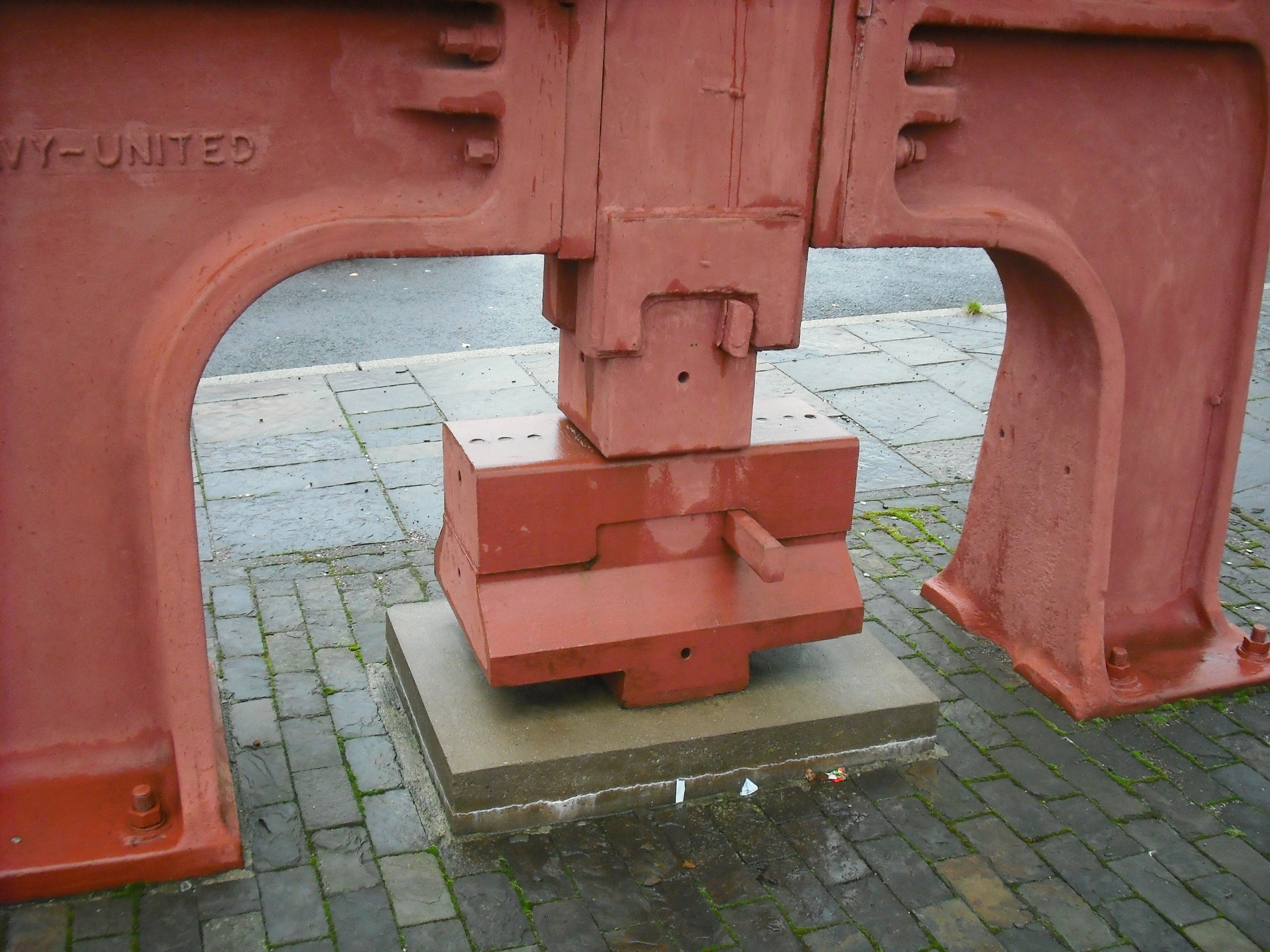
Yunque de martillo de vapor

Un yunque para un martillo eléctrico generalmente se apoya en un bloque de yunque masivo, que a veces pesa más de 800 toneladas para un martillo de 12 toneladas; esto nuevamente descansa sobre una base sólida de madera y mampostería u hormigón.
Un yunque puede tener una marca que indique su peso, fabricante o lugar de origen. Los yunques fabricados en Estados Unidos a menudo se marcaban en libras. Los yunques europeos a veces se marcan en kilogramos. Los yunques ingleses a menudo se marcaban en quintales, la marca constaba de tres números, que indicaban cien, cuarto de quintal y libras.
Los yunques baratos hechos de acero inferior o hierro fundido y que a menudo se venden en ferreterías minoristas, se consideran inadecuados para un uso serio y, a menudo, se los denomina burlonamente como "ASO" u "objetos con forma de yunque". Los herreros aficionados han utilizado tramos de vías de ferrocarril, dientes de carretillas elevadoras o incluso simples bloques de acero como yunques improvisados.
Un tornillo para trabajar metales puede tener un pequeño yunque integrado en su diseño.

## Historia
Los yunques se hicieron primero de piedra como herramienta de piedra lítica, luego de bronce y más tarde de hierro forjado. A medida que el acero se hizo más disponible, los yunques se fabricaron con este material en su cara superior. Esto se hizo para darle al yunque una cara dura y evitar que el yunque se deforme por el impacto. Muchos estilos regionales de yunques evolucionaron con el tiempo a partir del bloque simple que fue utilizado por primera vez por los herreros. La mayoría de los yunques que se encuentran hoy en día en Estados Unidos se basan en el yunque con patrón de Londres de mediados del siglo XIX.
El yunque revestido de acero de hierro forjado se produjo hasta principios del siglo XX. A lo largo del siglo XIX y principios del XX, este método de construcción evolucionó para producir yunques de muy alta calidad. El proceso básico consistía en forjar y soldar palanquillas de hierro forjado para producir la forma deseada. La secuencia y la ubicación de las soldaduras de forja variaron entre los diferentes fabricantes de yunque y el tipo de yunque que se estaba fabricando. Al mismo tiempo, en los Estados Unidos se fabricaban yunques de hierro fundido con caras de acero. En los albores del siglo XX comenzaron a producirse yunques de acero fundido sólido, así como yunques forjados de dos piezas hechos de piezas forjadas cerradas. Los yunques modernos generalmente están hechos completamente de acero.
Hay muchas referencias a los yunques en los antiguos escritos griegos y egipcios, incluidas las obras de Homero. Se han encontrado en el sitio Calico Early Man en América del Norte.
Desde entonces, los yunques han perdido su antiguo carácter común, junto con los herreros que los usaban. La producción mecanizada ha hecho que los productos manufacturados baratos y abundantes estén fácilmente disponibles. Los productos únicos hechos a mano del herrero son menos viables económicamente en el mundo moderno, mientras que en el pasado eran una necesidad absoluta. Sin embargo, los herreros y trabajadores del metal de todo tipo todavía utilizan los yunques para producir trabajos personalizados. También son fundamentales para el trabajo de los herradores.

## En la cultura popular

Un yunque ardiente en el escudo de armas del municipio de Tohmajärvi

### Lanzamiento de yunques
El lanzamiento de yunque es la práctica de disparar un yunque al aire usando pólvora. Ha sido popular en California, el este de los Estados Unidos y el sur de los Estados Unidos, al igual que los fuegos artificiales que se utilizan hoy en día. Hay un interés creciente en recrear esta "tradición antigua" en los EE. UU., que ahora se ha extendido a Inglaterra.

### Televisión y cine
El yunque de un trabajador metalúrgico típico, con un cuerno en un extremo y una cara plana en el otro, es un accesorio estándar para gags de dibujos animados, como el epítome de un objeto pesado y torpe que es perfecto para dejar caer sobre un antagonista. Esta metáfora visual es común, por ejemplo, en los cortos de Looney Tunes y Fantasías animadas de ayer y hoy  de Warner Bros., como aquellos con El Coyote y el Correcaminos. También se hizo referencia a los yunques en los dibujos animados en un episodio de Gilmore Girls, donde uno de los personajes principales intenta tener una conversación sobre "¿Adónde se fueron todos los yunques?", una referencia a su caída de uso a escala general. Animaniacs hizo frecuentes gags sobre el tema a lo largo de su recorrido, llegando incluso a tener un reino llamado Anvilania (del inglés Anvil, yunque), cuyo único producto nacional son los yunques.

### Libros
Los enanos eran herreros que usaban yunques para trabajar metales en Las Crónicas de Narnia de C.S.Lewis, más icónico en El sobrino del mago y El príncipe Caspian; así como en El hobbit de J.R.R. Tolkien.

### Música

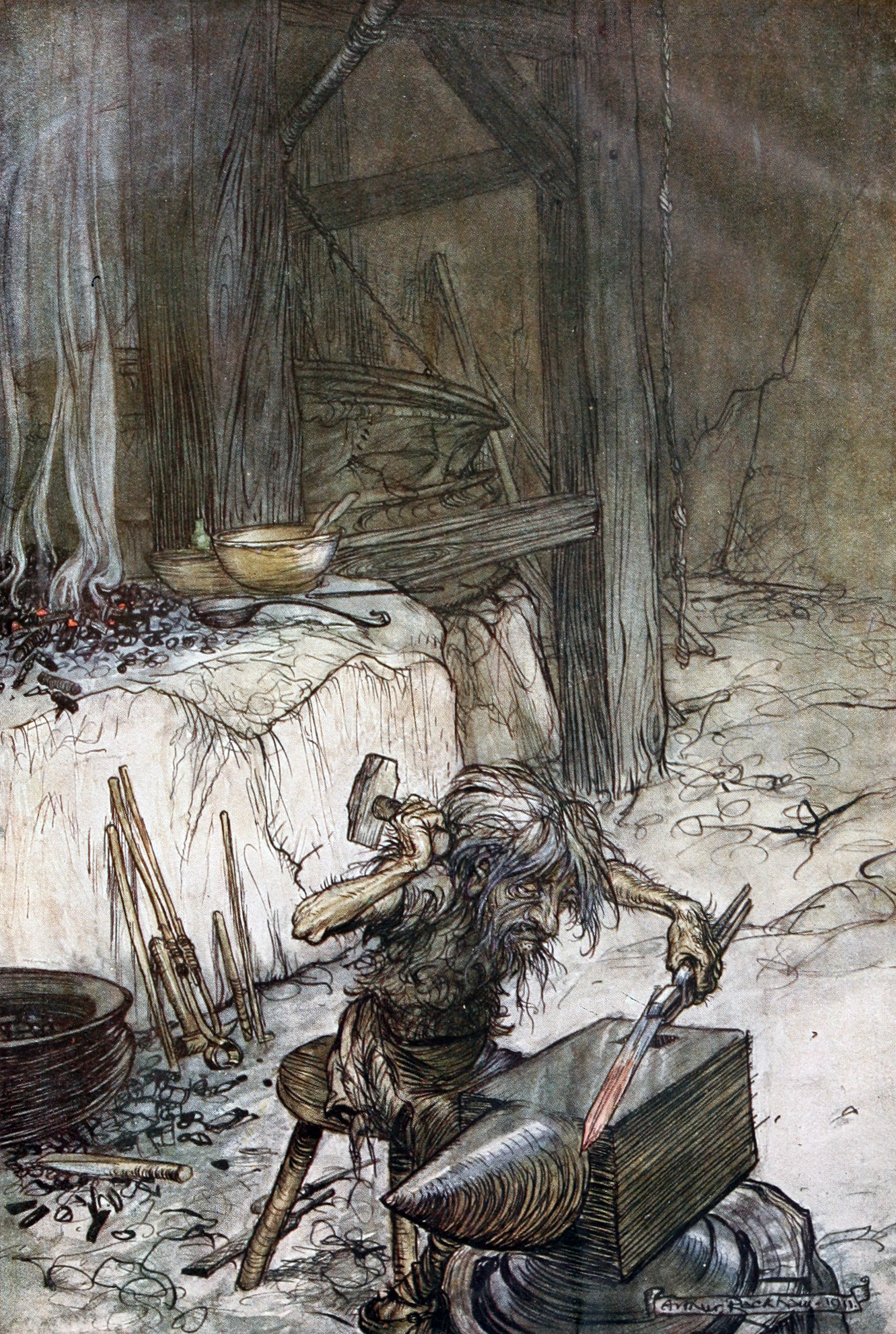
Mimo en el yunque de Arthur Rackham

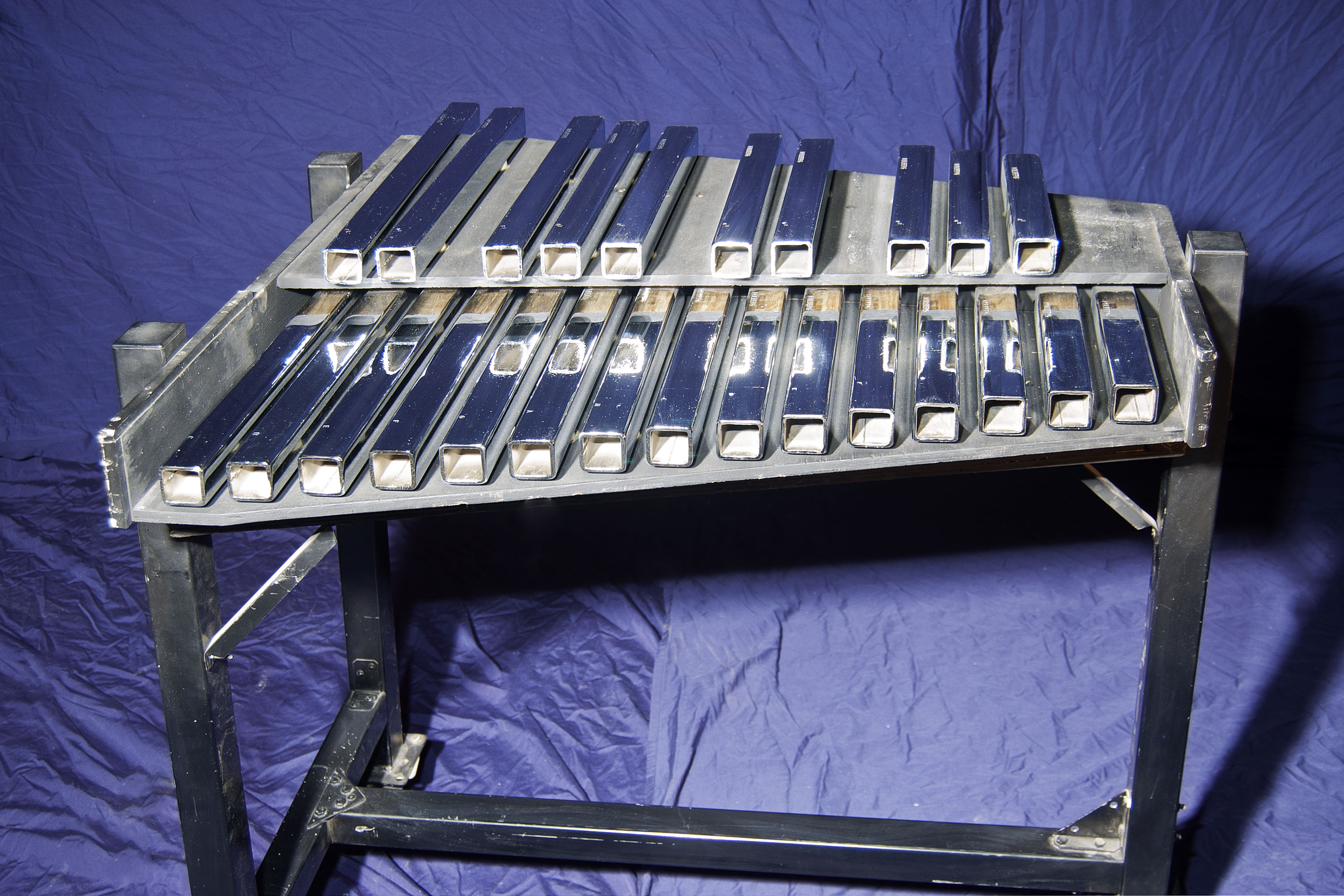
Un conjunto cromático de yunques afinados

Los yunques se han utilizado como instrumento de percusión en varias composiciones musicales famosas, que incluyen:
- Louis Andriessen: De Materie (Parte I), que presenta un solo extendido para dos yunques
- Kurt Atterberg: Sinfonía n.° 5
- Daniel Auber: opera Le Maçon
- Alan Silvestri: El regreso de la momia
- Arnold Bax: Sinfonía N.º 3
- The Beatles: "Maxwell's Silver Hammer" hace uso prominente del yunque. Su roadie Mal Evans jugó el yunque.
- Benjamin Britten: The Burning Fiery Furnace
- Aaron Copland: Sinfonía n.° 3
- Don Davis: Trilogía Matrix
- Brad Fiedel: Terminator
- Neil Finn: "Song of the Lonely Mountain", escrita para los créditos finales de El hobbit: un viaje inesperado
- Gustav Holst: Second Suite in F for Military Band, que incluye un movimiento titulado "Song of the Blacksmith"
- Nicholas Hooper: Harry Potter y el misterio del príncipe
- James Horner: Lo usó mucho en Aliens, y sus otras películas como Plan de vuelo: Desaparecida, Misteriosa obsesión y Titanic
- Metallica: "For Whom the Bell Tolls"
- Randy Newman: Toy Story 3
- Carl Orff: Antigone
- Howard Shore: Trilogía cinematográfica de El Señor de los Anillos. Utilizado predominantemente para el tema de Isengard.
- Juan María Solare: Veinticinco de agosto, 1983 y Un ángel de hielo y fuego
- John Philip Sousa: Dwellers of the Western World, en el que el segundo movimiento, The White Man, requiere dos pares de yunques, uno pequeño, el otro grande
- Johann Strauss Son: Der Zigeunerbaron (El barón gitano; 1885): Ja, da wird das Eisen gefüge
- Josef Strauss: Feuerfest!, op. 269 (1869). El título significa "a prueba de fuego". Este fue el lema de la empresa de cajas de seguridad ignífugas Wertheim, que encargó la obra.[9]
- Edgard Varèse: Ionisation
- Giuseppe Verdi: Il Trovatore, con el famoso Anvil Chorus
- Richard Wagner: El anillo del nibelungo en El oro del Rin en la escena 3, usando 18 yunques afinados en F en tres octavas, y Siegfried en el acto I, en particular "Forging Song" de Siegfried (Nothung! Nothung! Neidliches Schwert!)
- William Walton: Belshazzar's Feast
- John Williams: Tiburón, Star Wars: Episodio III - La venganza de los Sith

En "El anillo del nibelungo" de Wagner se destaca por usar el yunque como percusión tonal. La gran mayoría de las obras existentes utilizan el yunque como percusión de sonido indeterminado. Sin embargo, los "yunques afinados" están disponibles como instrumentos musicales, aunque son inusuales. Estos no deben confundirse con los "yunques de aserrador" que se utilizan para "afinar" grandes hojas de sierra circular. Los yunques de acero se utilizan para afinar para su uso como instrumentos musicales, porque los basados en parte en hierro fundido y materiales similares dan un sonido más apagado; esto es realmente valorado en la industria, ya que los yunques de acero puro son molestamente ruidosos, aunque energéticamente más eficientes. El martillo y el yunque han disfrutado de una popularidad variable en los papeles orquestales. Robert Donington señaló que Sebastian Virdung los anota en su libro de 1510, y Martin Agricola lo incluye en su lista de instrumentos (Musica instrumentalis deudsch, 1529) en gran parte como un cumplido a Pitágoras. En tiempos premodernos o modernos, los yunques aparecen ocasionalmente en obras operísticas de Berlioz, Bizet, Gounod, Verdi y Wagner, por ejemplo. Comúnmente se utilizan pares de yunques afinados a un tercio de distancia.
En la práctica, las orquestas modernas suelen sustituirlo por un tambor de freno u otra estructura de acero adecuada que sea más fácil de afinar que un yunque real, aunque se puede mostrar un accesorio en forma de yunque visiblemente convincente si se desea. En El oro del Rin, Wagner anotó para nueve yunques pequeños, seis medianos y tres grandes, pero las orquestas rara vez pueden permitirse una instrumentación de tal escala.

## Para más información
- Andrews, Jack (1994). New Edge of the Anvil. ISBN 978-1-879535-09-1.
- Hrisoulas, Jim (1987). The Complete Bladesmith: Forging Your Way to Perfection. Boulder, Colorado: Paladin Press. ISBN 978-0-87364-430-3.
- Postman, Richard (1998). Anvils In America. ISBN 978-0-9663256-0-7.